# Wyspa Południowa (Nowa Zelandia)
Wyspa Południowa (maor. Te Wai Pounamu lub Tavai Poenammoo, tj. „Wody Szmaragdów”, czasem też Te Waka a Māui, „Łódź Māui”) – największa z wysp Nowej Zelandii, o powierzchni 150 523 km². Położona jest pomiędzy Morzem Tasmana a Oceanem Spokojnym. Od Wyspy Północnej oddzielona jest cieśniną Cooka.
Jest wyspą górzystą - głównym pasmem są Alpy Południowe ze szczytami Góra Cooka 3764 m n.p.m. oraz Góra Tasmana 3497 m n.p.m. Tereny nizinne występują jedynie na obrzeżach wyspy, zwłaszcza w jej części wschodniej i południowej.
Długość linii brzegowej wynosi 3704 km. Szczególnie rozbudowana linia brzegowa występuje w części południowo-zachodniej, gdzie wysokie góry schodzą wprost do morza (liczne fiordy) oraz na krańcu północnym wyspy.
Na wyspie, zwłaszcza w jej części centralnej i południowo-zachodniej, występuje wiele jezior, wypełniających głównie wąskie, kręte doliny polodowcowe. Największym powierzchniowo jeziorem na wyspie jest położone w jej części południowo-zachodniej jezioro Te Anau (344 km²). Drugim co do wielkości na wyspie jest jezioro Wakatipu (291 km²). Pomiędzy miejscowościami Arrowtown i Queenstown znajduje się niewielkie, lustrzane jezioro Hayes.
Na wyspie występują jaskinie nabrzeżne Cathedral Caves.

## Miasta Wyspy Południowej
Największym miastem jest Christchurch, liczące 390,3 tys. mieszkańców.
Ważniejsze miasta i osiedla na Wyspie Południowej to, m.in.:
- Ashburton 17,8 tys. mieszkańców
- Blenheim 30,2 tys.
- Christchurch 390,3 tys.
- Dunedin 116,6 tys.
- Greymouth 10,0 tys.
- Hokitika 3,1 tys.
- Invercargill 48,7 tys.
- Kaikoura 2,2 tys.
- Nelson 59,8 tys.
- Oamaru 13,0 tys.
- Te Anau 1,9 tys.
- Timaru 27,6 tys.
- Queenstown 10,4 tys.
- Wanaka 5,0 tys.
- Westport 3,9 tys.